# Gualberto Castro
Gualberto Antonio Castro Levario (Ciudad de México, 12 de julio de 1934-Ib., 27 de junio de 2019), más conocido como Gualberto Castro, fue un actor y cantante mexicano.
De orígenes mexicano y libanés por parte paterna y francés y mexicano por parte materna, fue también conocido por cantar con Los Hermanos Castro y por haber sido presentador en el programa de televisión La carabina de Ambrosio después de que César Costa abandonara el programa. Era tío segundo de Daniela Castro, actriz de televisión mexicana.[cita requerida]

## Carrera

### Primeros años
Comenzó a cantar a una edad temprana. Él y su familia, Julieta, su madre, Antonio su padre, y su hermana, Julieta Jr., vivían en la colonia Guerrero, en la Ciudad de México. Afortunadamente, quien fue su profesor de canto, Alfonso Mendoza, quien tenía su título de maestro de canto de La Scala de Milán, vivía en el mismo edificio. "En aquellos días," explicó Gualberto, "la ópera era lo que se estudiaba, pero opté por baladas románticas, ya que era lo que mi padre cantaba, y yo empecé a escuchar su música a muy temprana edad." Aunque el padre de Gualberto no cantó profesionalmente, sí escribió algunas de las canciones de su hijo, como la canción "Vanidosa", que Gualberto grabó en su álbum de gran éxito Qué mal amada estás.[cita requerida]
A los 14 años, a pesar de que Gualberto quería cantar, no podía encontrar un trabajo como cantante. Comenzó su carrera artística como bailarín cuando tenía 14 años de edad en el Teatro Blanquita, ubicado en el Centro Histórico de la Ciudad de México. Los primos hermanos de Castro, Arturo, Javier y Jorge Castro, habían desarrollado un grupo de canto, llamado Los Hermanos Castro, e invitaron a Gualberto Castro a participar como contratenor, para armonizar con la voz magnífica de Jorge, que era tenor. Después, entró su primo Benito Castro. El grupo cantó en clubes nocturnos y bares en la Ciudad de México. Un agente de Nueva York escuchó a los jóvenes y los contrató para cantar en esa ciudad estadounidense. Gualberto relató: "Cuando llegamos a cumplir el contrato para cantar en Nueva York, pensábamos que ya nos habíamos convertido en millonarios". Sin embargo, cuando descubrimos que vivir en Nueva York era muy caro, "fuimos tan pobres”, dijo Gualberto. El artista llegó a contar que los cuatro dormían en una cama. "Dos de nosotros dormimos con la cabeza a los pies de la cama y los otros dos de nosotros dormimos con la cabeza en la cabecera de la cama". 
Con el tiempo, Los Hermanos Castro saltaron a la fama en los Estados Unidos y empezaron a recorrer el país. El cuarteto triunfó con gran éxito en Las Vegas, Nevada, en más de un sentido. Gualberto dijo: "Trabajamos en un salón donde había coristas (“showgirls”). Las chicas querían hablar con nosotros antes de ir al escenario, pero no tenían nada en sus pechos. Pensamos que Las Vegas era una maravilla."[cita requerida]

### Trayectoria
Los Hermanos Castro eran famosos por su armonía de cuatro partes. Grabaron numerosos discos. Uno de sus éxitos más famosos, "Yo sin ti,” escrito y arreglado por Arturo Castro, se convirtió en una canción popular en todo México y en el sur de los Estados Unidos. La CBS lanzó una combinación de CD/DVD de Los Hermanos Castro cantando y tocando en vivo, filmado y grabado durante la década de 1960.[cita requerida]
Al regresar a México, Los Hermanos Castro decidieron ir por caminos separados, cada uno con éxito en el desarrollo de una carrera en la música. Gualberto se embarcó en una carrera como cantante en solitario, grabando un álbum por año y presentándose en numerosos centros nocturnos, teatros, cine y televisión. Fue mucho tiempo presentador para La carabina de Ambrosio, un popular programa semanal de televisión durante la década de 1980 que coprotagonizó junto al mago Beto "El Boticario" y a la bailarina mexicana de origen brasileño Gina Montes. Castro apareció en televisión, teatros y clubes nocturnos con artistas numerosos, como Judy Garland, Paul Anka, Verónica Castro (sin parentesco alguno), Laura Zapata y muchos más.

### Ganador del OTI nacional en 1973 y descalificado
Un gran triunfo personal con sabor a derrota fue en 1973 cuando había ganado el OTI nacional y representar a México, en el OTI internacional a celebrarse en Brasil en ese año con la canción Hombre pero por haber sido escuchada al aire en una estación de radio antes del tiempo permitido, una moción que fue promovida por el periodista Jesús Gallegos ante el Comité Organizador del concurso de la Canción, fue descalificado otorgando su lugar a la canción que ocupó el segundo lugar: "Que alegre va María" interpretada por Imelda Miller que sería finalmente la ganadora del Festival OTI Internacional de la Canción.

### Ganador del OTI internacional en Puerto Rico
Participó y ganó el OTI en su versión nacional, lo cual le dio el derecho al Festival OTI de la Canción (Organización de Televisión Iberoamericana) celebrado en San Juan Puerto Rico en 1975 con el tema «La felicidad», escrito por Felipe Gil. Recibió numerosos premios y honores de México, Argentina, Perú, Colombia y los Estados Unidos. Recientemente recibió un reconocimiento de la ANDA (Asociación Nacional de Actores), por su trayectoria. El 22 de agosto de 2007, celebró 60 años como cantante y actor.[cita requerida]

### Controversia de la Portada del Disco
En 1980, la canción "Qué mal amada estás", gran éxito de Gualberto Castro escrito por Roberto Cantoral, apareció en un álbum con el mismo nombre. Gualberto y su esposa diseñaron la portada del álbum en la que Gualberto aparecía acostado entre las piernas bien formadas de las bailarinas que estaban en mallas de corte francés. Las piernas pertenecían a su esposa, a su cuñada y a una amiga de la familia, y todas fueron bailarinas. Este fue un gran éxito de publicidad en el programa Sugar Babes, de Mickey Rooney. La portada del álbum causó escándalo en el mercado discográfico mexicano conservador; tanto que el álbum se agotó rápidamente, y la canción principal, "Qué mal amada estás", se convirtió en un gran éxito de Gualberto. Diez años después, la CBS, la editora del álbum, cambió la portada del álbum por una fotografía genérica, sin la imagen de Gualberto. Hasta el día de hoy, se desconoce por qué cambió la imagen la CBS.[cita requerida]

### Entrevista con Gualberto Castro
En una entrevista televisiva, el entrevistador, el excantante Mario Pintor le preguntó a Gualberto Castro qué hacía para mantener su voz intacta, después de tantos años de cantar. Gualberto respondió: "No es magia –lo que se necesita– para mantener la voz, pero sí con disciplina. Si usted es una persona que se queda hasta tarde en la noche, bebe alcohol y fuma, así, su voz para el canto va a cambiar el tono, tal vez se transforme en grave, y finalmente, no se pueda cantar. Yo uso el paradigma de Tito Guízar: tenía 90 años y todavía estaba cantando en el mismo tono que cuando era joven. A los 90 años de edad, aún podía cantar ópera porque era una persona disciplinada. Lo mismo ocurrió con Pedro Vargas; ambos llegaron a sus días finales con el tono de voz intacto."[cita requerida]

### Gualberto Castro y la NFL
En 2011, la NFL utilizó la canción de la firma de Gualberto Castro, "La felicidad", para un comercial de promoción de fútbol americano dirigido a la comunidad hispanohablante. “La NFL no necesita el permiso", explicó Gualberto, “para utilizar la canción, pero la NFL olvidó pagarme mis regalías por el uso de la canción".

### Debate en entrevista del 24 de enero de 2013
Durante una entrevista en podcast, la periodista Martha Debayle le preguntó: "¿Cuántas veces has estado casado?" Gualberto hizo una pausa, como si tratara de recordar, y a continuación dijo que cinco veces. Debayle respondió: "¿No fue siete veces?" Cuando Gualberto fue inflexible con su cuenta, Debayle comenzó a hacer preguntas sobre cada matrimonio que podía recordar. "Yo era muy joven", dijo Gualberto: "Cuando me casé con Altia “Mitchel” Herrera, ella era bailarina de ballet; más tarde, Suzanne Edwards, quien también era bailarina. Luego, viví con la actriz Macaria durante seis o siete años. Ella nunca quiso casarse conmigo. Siguiente ... Me casé con Alejandra Walliser, pero se fue, tomando todo lo que quería de la casa y se fue a vivir con su madre. Luego me casé con una muchacha americana, todavía estoy tan enfadado con ella que no puedo decir su nombre porque ella tomó mi Mercedes Benz. Ahora, yo estoy casado con Gudrun Becker. Hemos estado juntos durante veintidós años."[cita requerida]
Después de investigar los documentos legales, Gualberto olvidó mencionar que se casó con Suzanne Edwards dos veces y olvidó su matrimonio con Alexis Córdoba. Si bien dice que él ha estado casado con su actual esposa, Gudrun Becker, durante 22 años, entonces él debe ser un bígamo, debido al hecho de que su divorcio con Alejandra Walliser terminó en 2003, y su matrimonio con Alexis Cordova terminó en 2006.[cita requerida]

### Muerte
A Gualberto Castro se le hizo el diagnóstico de cáncer de la vejiga en 2016 recibiendo su tratamiento con lo cual aparentemente se controló la enfermedad. Incluso se mencionó haberse curado. Pero fue internado en un nosocomio de la Ciudad de México, la tarde del 27 de junio de 2019, aproximadamente a las 6:20 p. m., y falleció por las complicaciones del cáncer de vejiga, aunado a una micosis (hongo) que se le alojó en los pulmones.[cita requerida]

## Vida personal

### Vegetarianismo
Gualberto era vegetariano, y seguía una dieta macrobiótica. Mantuvo un estilo de vida estricto que implicaba no tomar bebidas alcohólicas ni café; siguió con la meditación, el ejercicio y la yoga.[cita requerida]